# Papel pautado

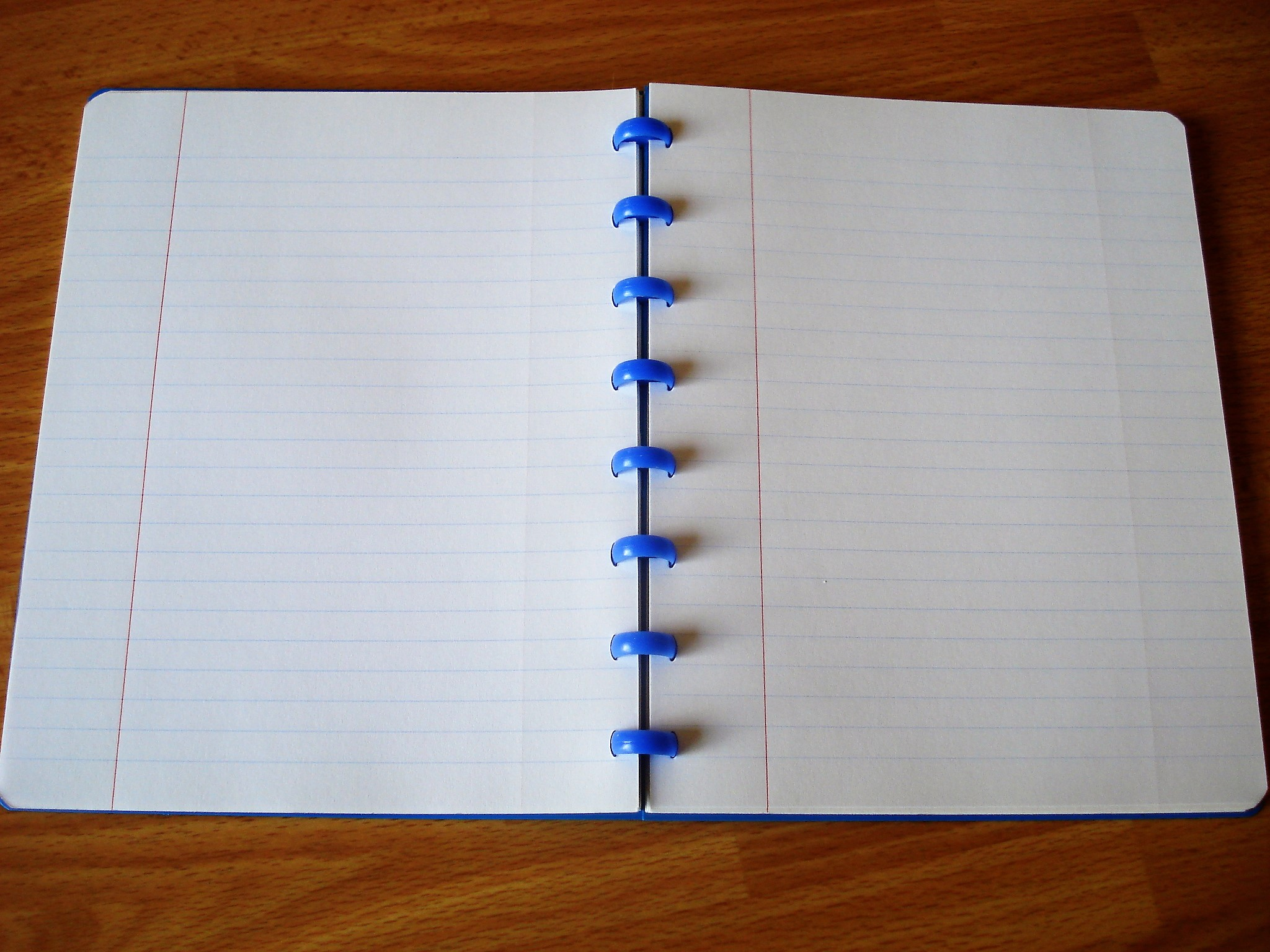
Un cuaderno de papel pautado

El papel pautado (o papel rayado) es un tipo de papel impreso con líneas generalmente horizontales como guía utilizado para la escritura a mano. Estas líneas a menudo se imprimen con un grosor reducido y en colores claros. También puede disponer de líneas verticales adicionales destinadas a señalar los márgenes, actuar como referencias de tabulación o crear una cuadrícula para trazar datos; como por ejemplo en las distintas clases de papel grafiado o en el papel cuadriculado (dividido en cuadrados mediante líneas horizontales y verticales). En particular, si no se especificaba nada más, el término papel pautado suele hacer referencia a los pliegos impresos con sucesivas líneas del pentagrama empleado para escribir a mano partituras musicales.

## Historia
Inicialmente, el papel se pautaba a mano, a veces utilizando plantillas. Los escribas podían marcar líneas de referencia en el papel usando una "punta dura", un instrumento afilado que dejaba líneas en relieve en el papel pero sin tinta ni color, o podían usar una "punta de metal", un implemento que dejaba marcas de colores en el papel, como un lápiz de grafito, aunque se utilizaron varios otros metales.
El 15 de junio de 1770, el inventor inglés John Tetlow patentó una "máquina para pautar papel para música y otros fines". William Orville Hickok inventó una máquina ideada con el mismo propósito a mediados del siglo XIX.

## Tipos genéricos
Las líneas en papel rayado proporcionan una guía para ayudar a mantener la escritura o el dibujo realizados a mano de acuerdo con un conjunto predeterminado de reglas. El diseño de las líneas de referencia no está determinado por el formato de papel sino por el propósito, el estilo de escritura o el idioma utilizado. Muchos diseños de línea diferentes admiten escritura a mano, caligrafía, trazar datos en gráficos, la notación musical o ayudan a enseñar a los estudiantes a escribir en un idioma o escritura en particular. Los siguientes son ejemplos comunes:
- El papel de notas (también papel de escribir o papel de hojas sueltas) se usa típicamente para escribir a mano y se produce en diferentes diseños y tamaños. El diseño generalmente consta de líneas horizontales espaciadas uniformemente, con líneas verticales dibujadas para indicar márgenes, la mitad de la página o secciones de una línea. El ejemplo que se muestra a la derecha se describe como A4, encuadernado, con líneas horizontales y márgenes estrechos.[7]
- Papel cuadriculado tiene líneas horizontales y verticales espaciadas uniformemente en toda la página para crear una cuadrícula de cuadrados y se usa para escribir, dibujar y trazar gráficos. A menudo, cada décima o quinta línea está marcada en negrita para ayudar a contar las líneas al trazar gráficos.
- El papel Quadrille rayado (o papel quad) es similar al papel cuadriculado pero sin las líneas en negrita. Es útil en matemáticas mantener los números en columnas cuando se realizan operaciones manuales como divisiones largas o multiplicaciones largas, y en hojas de cálculo o cuentas.
- El papel semilogarítmico rayado es similar al quad rayado, excepto en que las líneas horizontales están espaciadas de acuerdo con la escala logarítmica en lugar de estar espaciadas uniformemente.[8]
- El papel doblemente logarítmico rayado es similar al semilogarítmico rayado excepto en que tanto las líneas horizontales como las verticales están espaciadas logarítmicamente.
- Papel pautado musical (o simplemente papel pautado) se utiliza para escribir música a mano. La página más básica se presenta con una serie de pentagramas, cada uno de los cuales abarca el ancho de la página. Cualquier notación musical (claves, compases, notas, etc.) puede escribirse como desee el compositor. Como el papel de cuaderno es a la palabra escrita, el papel pautado musical es a la partitura escrita.

## Estándares regionales
Existen estándares regionales para los diseños de los papeles pautados, particularmente para fines administrativos académicos o gubernamentales.

### China
Los estudiantes de primaria usan papel rayado Tianzige (田字格), con recuadros para caracteres individuales. A veces, cada cuadro se subdivide (vertical, horizontal, diagonalmente) como referencia para ayudar a la persona que escribe con la proporción relativa y la ubicación de los componentes de los sinogramas.
En Taiwán, el genkō yōshi japonés es la principal forma de pauta utilizada por los estudiantes que escriben en mandarín, donde se llama 原稿紙 (pinyin, yuángǎo zhǐ). Los estudiantes usan la columna vertical delgada para transcribir la pronunciación zhuyin.

### Francia

Papel con el pautado Seyès

Con el fin de fomentar la disciplina de la escritura a mano sobre papel, en las escuelas se utiliza un tipo de pautado conocido como "Regla Seyès". Las líneas verticales gruesas tienen una separación de 8 mm y comienzan a 16 mm del borde izquierdo de la página. Tres líneas más finas están separadas 2 mm entre cada par de líneas gruesas. Estas hojas de papel se conocen generalmente como "grands carreaux" (baldosas grandes) en contraposición a los "petits carreaux" (baldosas pequeñas) que son de 5x5 mm. El papel rayado de Seyès está disponible en hojas sueltas ("copias simples") o en hojas dobles unidas ("copias dobles"), que a veces se prefieren para los exámenes, ya que son más fáciles de manejar.

### Alemania
La norma DIN 16552:1977-04 ("Líneas para escritura a mano") especifica los tipos de papel rayado que deben utilizar los alumnos de la escuela.

### India
Los cuadernos de ejercicios de papel rayado están disponibles en distintos formatos parcialmente estandarizados:
- Papel de doble rayado comúnmente dos regletas en un espacio de 15 mm
- Papel de cuatro reglas similar al papel de escritura a mano
- Papel simple rayado comúnmente a 8 mm
- Papel de matemáticas cuadriculado con bloques de 5 mm²

### Japón
Entre otros, el genkō yōshi (原稿用紙, "papel manuscrito") es un tipo de papel ideado principalmente para la escritura kanji, formado verticalmente con cuadros individuales para cada carácter. Hay una columna delgada a la derecha de los recuadros, para transcribir la pronunciación kana. Los tamaños pueden variar según los niveles de habilidad. Se usa en la sinoesfera (el ámbito cultural de raíces comunes con China) en lugares como Corea para escribir proverbios.

### Nueva Zelanda
Dispone desde 1984 de unas normas para el papel pautado y no pautado.

### Rusia
En Rusia están estandarizados los formatos de los cuadernos de ejercicios. Los libros de ejercicios escolares deben usar un espacio entre líneas de 8 mm, otros papeles rayados pueden usar un espacio de 6 mm, 7 mm, 8 mm y 9 mm. El papel para escritura cursiva usa pares de líneas separadas por 4 mm, con 8 mm entre las líneas pares. También pueden tener líneas en ángulo de 65 grados con respecto a la vertical para proporcionar orientación adicional. Las líneas pueden tener color gris, azul, verde o morado. La línea de margen vertical debe tener color rojo o naranja.

### Sudáfrica
Se usa un papel A4 rayado/doble, con altura de línea de 8 mm y 2 cm de margen izquierdo. Los márgenes superior e inferior pueden variar. A menudo se venden como "libros de ejercicios universitarios" o "blocs de examen".

### Estados Unidos
El papel rayado está disponible en numerosos formatos parcialmente estandarizados:
- El rayado Gregg tiene un pautado especial para taquigrafía. "El papel debe ser liso y rayado, de acabado opaco, con tres líneas por pulgada y una línea en el centro".[15]
- El papel Junior Legal rayado se encuentra en blocs Junior Legal de 5 x 8 pulgadas. Esto puede ser igual a rayado estrecho o rayado medio, según el fabricante.
- El papel Manuscrito rayado se usa para enseñar a los niños pequeños a escribir. Una hoja en blanco consta de filas de tres líneas (el espacio entre ellas depende del grupo de edad al que se enseña) con la línea central en cada conjunto de tres líneas con puntos. El estilo de escritura D'Nealian es un método de enseñanza bien conocido que hace uso de este tipo de papel pautado. Otra institución educativa, A Beka Book, utiliza esta pauta junto con una metáfora de la casa (arriba, abajo y sótano) para ayudar a los niños pequeños a aprender dónde deben escribirse las partes de cada letra. El uso es similar en concepto al uso de las líneas horizontales en el papel francés Seyès.
- El papel de rayado medio (o rayado universitario) tiene un espacio de 9/32 plg (7,1 mm) entre líneas horizontales, con un margen vertical dibujado alrededor de 1+1/4 de pulgada (32 mm) desde el borde izquierdo de la página. Su uso es muy común en Estados Unidos.
- El papel de rayado estrecho tiene un espaciado de 1⁄4 in (6,4 mm) entre los renglones, y es usado por aquellos con letra más pequeña o para que quepan más renglones por página.
- El rayado Pitman también dispone de una pauta especial para taquigrafía. Tiene un espacio de 1/2 plg (12,7 mm) entre las líneas directrices, con un solo margen dibujado en el centro de la página.
- El papel de rayado ancho (o rayado legal) tiene un espacio de 11/32 plg (8,7 mm) entre líneas horizontales, con un margen vertical dibujado alrededor de 1+1/4 de pulgada (32 mm) desde el borde izquierdo de la página. Es comúnmente utilizado por los niños estadounidenses en la escuela primaria, así como por aquellos con una letra más grande.

### Reino Unido
El espacio entre líneas para el papel rayado para adultos suele ser de 8 mm y el papel de matemáticas cuadriculado es de 5 mm². También existe un papel de escritura a mano especial disponible para las escuelas primarias ("Educación estándar para aprender a escribir libros de ejercicios") y un estándar británico BS4448 ("Especificación para libros de ejercicios y papeles escolares"). Se puede encontrar papel rayado con un espacio de 15 mm y papel de matemáticas cuadriculado con un espacio de 10 mm².
Para cualquier otro uso de escritura a mano fuera de la escuela primaria tiende a usarse el rayado para adultos.